# Тамириј
Тамириј (грч. Θάμυρις) је у грчкој митологији био певач из Тракије. 

## Етимологија
Његово име има значење „густо засађен“.

## Митологија
Био је син песника Филамона и нимфе Аргиопе, а ученик чувеног певача Лина. Богови су га обдарили, осим талентом за музику и изузетном лепотом. Био је славан у своје доба, али и надмен, па се хвалио да може да натпева и музе. Зато је организовано такмичење између њега и њих, али је пре почетка направљена погодба; уколико би он био победник, биле су дужне да му поклоне своју љубав, а ако би изгубио да га казне по свом нахођењу. Музе су победиле и ослепеле га, а он се из очајања бацио у реку. Међутим, његова казна се наставила и у Подземљу, где је седео окружен великим грешницима, крај лире са покиданим струнама. Његова душа је изабрала живот славуја. Према другој причи, Тамириј је био заљубљен у Хијакинта и он је, према предању, био први мушкарац који је волео друге мушкарце. Међутим, у Хијакинта се заљубио и бог Аполон, коме Хијакинт није могао да одоли и био је растрзан између њих двојице. Како би се решио супарника, Аполон је убедио музе да се Тамириј хвалио како боље пише стихове за музику и поезију од њих. Оне су због тога толико побеснеле да су му одсекле језик, поломиле сваки прст и из памћења избрисале познавање нота и акорда. Орфејеву мајку Менипу су сматрали Тамиријевом кћерком, а певача Музаја, његовим сином. Конон је говорио да је Тамириј постао краљ Скитије захваљујући вештини свирања китаре.

## У уметности
На атичкој црвенофигуралној вази из 460-450. п. н. е., која се чува у Музеју лепих уметности у Бостону у држави Масачусетс, приказано је седам муза (мада се седма налази на прилично оштећеном делу), са највероватније рустичним бардом Тамиријем, мада је можда представљен песник Хесиод или Архилох.

## Други ликови
Тамириј је био и један од бранилаца Тебе у рату седморице против Тебе, кога је убио Актор.